# Benin na Mistrzostwach Świata w Lekkoatletyce 2011
Benin na Mistrzostwach Świata w Lekkoatletyce 2011 reprezentowany był przez dwoje zawodników.

## Występy reprezentantów Beninu

### Mężczyźni

#### Konkurencje biegowe
| Konkurencja   | Zawodnik         | Runda 1  | Runda 1 | Runda 2  | Runda 2 | Półfinał | Półfinał | Finał    | Finał   |
| Konkurencja   | Zawodnik         | Rezultat | Pozycja | Rezultat | Pozycja | Rezultat | Pozycja  | Rezultat | Pozycja |
| ------------- | ---------------- | -------- | ------- | -------- | ------- | -------- | -------- | -------- | ------- |
| Bieg na 400 m | Mathieu Gnanligo |          |         | 47,01    | 28      |          |          |          |         |

### Kobiety

#### Konkurencje biegowe
| Konkurencja                | Zawodnik          | Runda 1  | Runda 1 | Runda 2  | Runda 2 | Półfinał | Półfinał | Finał    | Finał   |
| Konkurencja                | Zawodnik          | Rezultat | Pozycja | Rezultat | Pozycja | Rezultat | Pozycja  | Rezultat | Pozycja |
| -------------------------- | ----------------- | -------- | ------- | -------- | ------- | -------- | -------- | -------- | ------- |
| Bieg na 400 m przez płotki | Bimbo Miel Ayedou |          |         | 58,80    | 34      |          |          |          |         |